# Triphenylgermaniumhydroxid
Triphenylgermaniumhydroxid ist eine chemische Verbindung aus der Gruppe der germaniumorganischen Verbindungen.

## Gewinnung und Darstellung
Triphenylgermaniumhydroxid kann durch Hydrolyse einer Lösung von Ph3GeONa in Benzol gewonnen werden.

## Eigenschaften
Triphenylgermaniumhydroxid ist ein weißer Feststoff. Oberhalb seines Schmelzpunktes zersetzt sich die Verbindung unter Wasserabgabe und Bildung von Hexaphenyldigermoxan.